# J Dilla
Ne doit pas être confondu avec Jaydee (homonymie) ou Dilla.
J Dilla, de son vrai nom James Dewitt Yancey, né le 7 février 1974 à Détroit, dans le Michigan et mort le 10 février 2006 à Los Angeles, en Californie, est un compositeur, producteur, disc jockey, rappeur et chanteur américain, membre du groupe Slum Village jusqu'en 2001.

## Biographie

### Enfance
Yancey, né le 7 février 1974 à Détroit, dans le Michigan, est l'aîné de quatre enfants : une sœur (Martha) et deux frères, Earl et John, ce dernier commencera la musique plus tard sous le nom de Illa J. La famille vivait dans une maison près de McDougall et de Nevada, sur le côté est de Détroit. Il développe une vaste connaissance musicale grâce à ses parents (sa mère une chanteuse d'opéra et son père un bassiste jazz). Il commence à collectionner des vinyles. Il développe ensuite une passion pour le hip-hop. Il rencontre T3 et Baatin à la Pershing High School (en) de Détroit, et devient ami avec eux grâce leur passion mutuelle pour les battles de rap. Les trois forment un groupe appelé Slum Village. Il commença aussi le beatmaking en utilisant un simple tapedeck dans son studio. Durant ses jeunes années, il resta dans son studio tout seul avec sa collection d'enregistrements, perfectionnant son travail. Il dira plus tard à Pete Rock, j'essayais de devenir comme toi.

### Débuts
En 1992, il rencontre Amp Fiddler, musicien expérimenté de Détroit, qui fut impressionné de ce que Jay Dee pouvait accomplir avec des outils instrumentaux limités. Amp Fiddler laisse Jay Dee utiliser son MPC, qu'il apprivoise rapidement. En 1995, Jay Dee et MC Phat Kat (en) forment 1st Down (en), et veulent être le premier groupe hip-hop de Détroit à signer dans un label majeur (Payday Records) - un accord qui s'arrête après un seul single, quand le label fait faillite. La même année, il enregistre Yester Years EP avec 5 Elementz, un groupe composé de Proof, Thyme et Mudd. Dans l'année 1988, il forme le groupe Slum Village avec T3 et Baatin, et enregistrent les débuts du groupe, Fan-Tas-Tic (Vol. 1). À sa sortie en 1996, l'album devient rapidement populaire auprès des fans de hip-hop de Détroit, si bien qu'il gagne l'attention de Q-Tip, qui érige le groupe comme successeurs de A Tribe Called Quest. J Dilla n'aimait pas trop cette comparaison et le dit dans de nombreuses interviews.
Au milieu des années 1990, Jay Dee est connu comme un dénicheur majeur de sons hip-hop, avec des singles et des remixes, pour Janet Jackson, The Pharcyde, De La Soul, Busta Rhymes, A Tribe Called Quest, des albums solo de Q-Tip et autres. La majorité de ces productions sont réalisées sans sa signature, étant créditées sous le nom du collectif The Ummah (en), composé de Q-Tip et Ali Shaheed Muhammad de A Tribe Called Quest, et plus tard Raphael Saadiq de Tony! Toni! Toné!. C'est sous le nom de ce collectif, qu'il réalise la plupart de ses plus grands travaux RnB et hip-hop.

### Apogée
L'an 2000 marque le début de Slum Village sous un label majeur avec Fantastic, Vol. 2 le 13 juin, créant un nouveau public pour Jay Dee en tant que producteur et MC. Il fut aussi un des membres fondateurs du collectif The Soulquarians qui lui attribua encore plus de reconnaissance et d'attention. Il travailla ensuite avec Erykah Badu, Talib Kweli, et Common - contribuant grandement à son album acclamé par la critique, Like Water for Chocolate. Il commence sa carrière solo en 2001 avec le single Fuck the Police (en), suivi par l'album Welcome 2 Detroit le 27 février,. En 2001, Jay Dee commence à utiliser le nom J Dilla afin de se différencier de Jermaine Dupri qui se faisait aussi appeler J.D., et quitte Slum Village pour poursuivre une carrière solo avec le label MCA Records.
2002 voit Dilla produire la totalité de 48 Hours de Frank n Dank (en), ainsi qu'un album solo, mais aucun enregistrement n'est publié. Quand Dilla finit son travail avec Frank n Dank pour l'album 48 Hours, MCA Records demande un enregistrement pour un plus grand public, et les artistes réenregistrent la majorité des sons, en utilisant cette fois peu ou pas de samples. Malgré cela, plusieurs versions de l'album virent le jour, et Dilla exprima sa déception que la musique ne soit jamais sortie pour les fans. Dilla signe un contrat solo avec MCA Records en 2002. Bien que Dilla soit plus connu en tant que producteur qu'en tant que MC, il choisît de rapper sur l'album et d'avoir sa musique produite par quelques-uns de ses producteurs favoris comme Madlib, Pete Rock, Hi-Tek, Supa Dave West, Kanye West, Nottz, Waajeed (en), Quebo Kuntry (J. Benjamin) et autres. L'album fut abandonné à cause de changements au sein du label et de MCA.
Bien que l'enregistrement avec MCA soit arrêté, Dilla enregistre Ruff Draft (en), publié exclusivement sur vinyle par le label allemand Groove Attack. Bien que l'album soit un peu connu, il amorce un changement d'attitude, et à partir de ce moment il publie de plus en plus son travail dans des labels indépendants.

### Suites et mort
Le producteur et MC Madlib commence une collaboration avec J Dilla, et la paire forme le groupe Jaylib en 2002, publiant un album intitulé Champion Sound le 7 octobre 2003,. L'album atteint la 92e place des Billboard RnB Albums, la 28e place des Top Heatseekers, et la 22e place des Top Independent Albums. J Dilla déménage de Détroit à Los Angeles en 2004 et apparait en tournée avec Jaylib pendant l'été 2004. En 2004, Pharrell Williams révèle à l'émission 106 and Park de la chaîne BET que Dilla est son producteur préféré.
Ses problèmes de santé et son traitement lui causent une perte de poids spectaculaire à partir de 2003, le forçant à confirmer publiquement les spéculations sur son état de santé en 2004. Malgré des sorties plus lentes de productions majeures en 2004 et 2005, son statut « culte » reste fort auprès de son public, comme en témoigne la circulation non autorisée de son underground beat tapes (instrumental, et outils musicaux basiques), principalement à travers les sites de partage et de téléchargement. Des articles dans les magazines URB (mars 2004) et XXL (juin 2005) confirmèrent les rumeurs de maladie et d'hospitalisation durant cette période, mais ceux-ci sont minimisés par Jay. La gravité de son état de santé devint publique en novembre 2005 quand J Dilla monte sur scène en Europe en fauteuil roulant. Il est révélé plus tard qu'il souffrait de Purpura thrombotique thrombocytopénique, une rare maladie du sang, et possiblement de lupus.
J Dilla décède le 10 février 2006 à son domicile de Los Angeles, trois jours après son trente-deuxième anniversaire, et la sortie de son dernier album Donuts. D'après sa mère, Maureen Yancey, la cause est un arrêt cardiaque. Il laisse derrière lui deux filles.

## Musique posthume et hommages

### Musique posthume
En août 2006, cinq mois après sa mort, le premier album posthume de J Dilla, The Shining, est publié. L'album était "complet à 75%" au moment du décès de l'artiste et a été complété par Karriem Riggins à la demande de J Dilla lui-même. Un clip fut réalisé pour le morceau Won't Do (sur lequel J Dilla rappe en solo) en l'honneur de l'artiste.
En 2007, Busta Rhymes, avec qui il collaborait fréquemment depuis les débuts en solo de ce dernier, sort une mixtape hommage, Dillagence, en utilisant des instrumentaux faits avant sa mort. La même année, Ruff Draft fut réédité, non plus en tant qu'EP, mais en tant qu'album. Des morceaux inédits ont été ajoutés à la réédition, qui a aussi bénéficié d'une sortie sous format cassette. Ce format a été choisi afin de rendre hommage au style de J Dilla.
Jay Love Japan avait été annoncé du vivant de l'artiste, en 2005, en tant que son premier album sous le label Operation Unknown. La date de sortie officielle reste inconnue (vers 2006 au Japon), mais l'album est sorti le 26 juin 2007 aux Etats-Unis sur iTunes.
Champion Sound, l'album collaboratif de J Dilla et de Madlib, fut réédité en juin 2007 par Stones Throw Records dans une édition deluxe, qui inclut des b-sides et des instrumentaux.
Yancey Boys, le premier album du petit frère de J Dilla, Illa J est sorti en 2008 sous le label Delicious Vinyl Records. Il est entièrement produit par J Dilla et les instrumentaux sont tous inédits. Stones Throw Records publia en 2009 une version instrumentale de l'album.
Jay Stay Paid, un album de 28 instrumentaux inédits créés à plusieurs moments de la carrière de J Dilla, fut publié le 2 juin 2009 par le label Nature Sounds. Si la majorité de l'album est instrumental, des artistes qui étaient proches de J Dilla apparaissent sur l'album. L'album fut mixé par Pete Rock, qui a été une très grande influence sur J Dilla.
En 2010, J Dilla fait des apparitions posthumes sur quelques morceaux de l'album Villa Manifesto de Slum Village, qui est aussi le premier album avec la totalité des membres du groupe.
En décembre 2011, Jonathan Taylor, PDG du Yancey Music Group (fondé par la mère de J Dilla, Maureen Yancey alias Ma Dukes) annonce sur le programme radio britannique Conspiracy Worldwide que l'album posthume de J Dilla Rebirth of Detroit devrait sortir d'ici mai 2012. Le 25 mai 2012, le label Mahogani Music a publié un EP en édition limitée en 12" vinyl intitulée Dillatroit/Rebirth Promo EP. Rebirth of Detroit est sorti le 12 juin 2012.
En 2014, l'album rappé de J Dilla du label MCA Records (cet album, terminé en 2002, n'a jamais vu le jour jusqu'alors) a été nommé The Diary et était censé sortir la même année, mais la date de sortie fut repoussée pour le 15 avril 2016, date à laquelle l'album a pu finalement être publié.
En 2015, l'album de Slum Village Yes!, contenant en très grande majorité des productions inédites de J Dilla est sorti. L'artiste fait également deux apparitions vocales sur l'album.

### Hommages
DJ Mehdi lui rend hommage en lui dédiant sa mixtape Loukoums, sortie en 2006 et qui est basée sur le concept de Donuts, le dernier album studio de J Dilla sorti la même année : « Reprenant le principe de l'album Donuts, cette mixtape est composée de démos, de chutes et de joyaux inédits issus des différents albums sur lesquels j'ai travaillé, avant et pendant la réalisation de Lucky Boy, mon prochain disque. Les morceaux viennent surtout de Megapolis, 113 Degrés et de la BO de Sheitan, mais certains sont aussi plus vieux. J'espère que vous apprécierez cette série de sons bruts et inachevés - c'est mon hommage à l'un des meilleurs producteurs que l'histoire ait connu : Monsieur James Yancey, plus connu sous le nom de Jay Dee ou encore Dilla ». Depuis le décès de DJ Mehdi en 2011, cette mixtape (initialement pressée en 200 exemplaires dans un cadre promotionnel et familial) est désormais téléchargeable gratuitement sur la page SoundCloud du label Ed Banger Records.
Le groupe The Roots sort une mixtape gratuite en son honneur, Dilla Joints, en 2010. L'artiste electro Ta-ku lui dédia une mixtape nommée 50 Days for Dilla, prouvant son influence dans toutes les sensibilités musicales.
Phife Dawg, membre du groupe A Tribe Called Quest lui dédie une chanson intitulée « Dear Dilla » en 2014, avant son décès en 2016.
La ville de Montpellier, en France, baptise une allée au nom de « Jay Dee » en sa mémoire.
Rêverie lui rend un hommage sur l'une de ses productions. Joey Badass le cite dans sa chanson Christ Conscious. Lucio Bukowski, artiste indépendant, sort en décembre 2017 un morceau nommé Donuts, du nom du dernier album de l'artiste. 

## Discographie

### Albums studio
- 2001 : Welcome 2 Detroit (sous le nom Jay Dee)
- 2002 : Vol. 1: Unreleased (sous le nom Jay Dee)
- 2003 : Vol. 2: Vintage (sous le nom Jay Dee)
- 2003 : Ruff Draft (sous le nom Jay Dee)
- 2005 : Welcome 2 Detroit (Instrumentals)
- 2006 : Donuts

### Albums posthumes
- 2006 : The Shining
- 2006 : The Shining (Instrumentals)
- 2006 : Jay Love Japan
- 2007 : Jay Deelicious: The Delicious Vinyl Years
- 2009 : Jay Stay Paid
- 2012 : Rebirth of Detroit
- 2013 : The Lost Scrolls, Vol. 1 (EP)
- 2013 : Diamonds and Ice (EP)
- 2014 : Give Them What They Want (EP)
- 2016 : The Diary

### Albums collaboratifs
- 1997 : Fan-Tas-Tic (Vol. 1) (avec Slum Village)
- 2000 : Fantastic, Vol. 2 (avec Slum Village)
- 2000 : Best Kept Secret (sous le nom J-88) (avec Slum Village)
- 2003 : Champion Sound (avec Jaylib)